# Охона
Охона — деревня в Пестовском муниципальном районе Новгородской области. Административный центр Охонского сельского поселения. По всероссийской переписи населения 2010 года население деревни — 358 человек (181 мужчина и 177 женщин).
Площадь территории деревни — 71,1 га. Охона находится на левом берегу Меглинки (у устья реки Калешевка), на высоте 145 м над уровнем моря, в 9,5 км к западу от Пестова, к югу от автодороги Р8. В деревне — 5 улиц: Комсомольская, Лесная, Молодёжная, Набережная и Центральная.

## История
О давности заселения здешних мест свидетельствуют следы кургана, а также селище XI—XV веков, выявленное на противоположном — правом берегу Меглинки. В первой половине XVII века в Охоне было три деревянные церкви: Иоанна Предтечи, Параскевы Пятницы и Николая Чудотворца, после утраты которых в 1674 году в Охоне была выстроена деревянная церковь освящённая во имя Святой Троицы, а на местах прежних церквей были поставлены часовни. В 1814 году в селе поставили каменную церковь с тремя приделами, в 1816 году церковь освятили — центральный придел Святой Троицы; — правый придел святого Иоанна Крестителя; — левый придел святителя Николая Чудотворца. Церковно-приходская школа Охонского прихода на погосте Охона Охонско-Острачёвской волости была основана священником Рябчиковым в 1871 году. В списке населённых мест Устюженского уезда Новгородской губернии за 1909 год погост Охона указан, как относящийся к Охонской волости (2-го стана, 4-го земельного участка). В Охоне располагалось волостное правление. Население погоста Охона, что был на церковной земле, — 53 жителя: мужчин — 31, женщин — 22, число жилых строений — 15; имелись: церковь, три часовни, церковно-приходская школа, образцовое училище, ветеринарный и фельдшерский пункт, две чайных и три мелочных лавки, две пекарни пёкших баранки. На пятую неделю Великого поста и в день Святой Троицы в Охоне была ярмарка. Также в Охоне была открыта второклассная учительская школа. C 10 июня 1918 года до 31 июля 1927 года в составе Устюженского уезда Череповецкой губернии, затем центр Охонского сельсовета Пестовского района Череповецкого округа Ленинградской области. Население села Охона в 1928 году — 114 человек. Охонская школа стала называться двухступенчатой, а затем стала школой крестьянской молодёжи (ШКМ), при школе был организован ликбез. В 1927 году в селе Охона, земуправлением была организована метеорологическая станция, действующая и поныне. По постановлению ЦИК и СНК СССР от 23 июля 1930 года Череповецкий округ был упразднён, а район перешёл в прямое подчинение Леноблисполкому. В начале 1930-х годов Охонскую школу реорганизовали в неполную среднюю школу (семилетнюю). В 1940-м году Троицкая церковь была закрыта, а прежде в 1937 году священники В. М. Иванов и П. И. Киселёв были расстреляны; c августа 1941 года в церковном здании располагались авиаремонтные мастерские 18-й авиабазы, но в марте 1944 года церковь вновь была открыта и действует и поныне. По Указу Президиума Верховного Совета СССР от 5 июля 1944 года Пестовский район был передан из Ленинградской области во вновь образованную Новгородскую область. В 1953 году Охонская школа стала средней. Во время неудавшейся всесоюзной реформы по делению на сельские и промышленные районы и парторганизации, в соответствии с решениями ноябрьского (1962 года) пленума ЦК КПСС «о перестройке партийного руководства народным хозяйством» с 10 декабря 1962 года был образован, в числе прочих, крупный Пестовский сельский район на территории Дрегельского, Пестовского и Хвойнинского районов, а 1 февраля 1963 года административный Пестовский район в числе прочих был упразднён. Пленум ЦК КПСС, состоявшийся 16 ноября 1964 года восстановил прежний принцип партийного руководства народным хозяйством, после чего Указом Верховного Совета РСФСР от 12 января 1965 года сельские районы были преобразованы вновь в административные районы и решением Новгородского облисполкома № 6 от 14 января 1965 года Охонский сельсовет и деревня вновь в составе Пестовского района. В 1986 году в Охоне было построено двухэтажное здание новой школы, со столовой и интернатом.
С принятием закона от 6 июля 1991 года «О местном самоуправлении в РСФСР» была образована Администрация Охонского сельсовета (Охонская сельская администрация), затем Указом Президента РФ № 1617 от 9 октября 1993 года «О реформе представительных органов власти и органов местного самоуправления в Российской Федерации» деятельность Охонского сельского Совета была досрочно прекращена, а его полномочия переданы Администрации Охонского сельсовета. По результатам муниципальной реформы, с 2005 года деревня входит в состав муниципального образования — Охонское сельское поселение Пестовского муниципального района (местное самоуправление), по административно-территориальному устройству подчинена администрации Охонского сельского поселения Пестовского района. В 2012 году Новгородская областная дума (постановлением № 50-5 ОД от 25.01.2012) постановила уведомить Правительство Российской Федерации об упразднении в числе прочих Охонского сельсовета Пестовского района.

## Экономика, образование и социальная сфера
В деревне есть фельдшерско-акушерский пункт, средняя общеобразовательная школа, библиотека и дом культуры; действует православная Троицкая церковь. В Охоне расположена гидрометеорологическая станция.